# Liepāja distrikt
Liepāja distrikt (lettiska: Liepājas rajons) var till 2009 ett administrativt distrikt i Lettland, beläget i den västra delen av landet, ca 210 kilometer från huvudstaden Riga. Distriktet angränsar med distrikten Ventspils, Kuldīga, Saldus .
Den största staden är Kuldīga med 12 981 invånare.